# أرييل أغويرو
أنطونيو أرييل أغويرو (بالإسبانية: Antonio Ariel Agüero)‏ (ولد في 18 أغسطس 1980 في ألباردوان، سان خوان، الأرجنتين) هو لاعب كرة قدم مدافع أرجنتيني يلعب حاليا لنادي إنديبندينتي ريفادافيا.

## وصلات خارجية
- أرييل أغويرو على موقع قاعدة بيانات كرة القدم.إي يو (الإنجليزية)
- أرييل أغويرو على موقع Soccerway.com (الإنجليزية)

- (بالإسبانية) Argentine Primera statistics
- (بالإسبانية) BDFA profile